# Монетарна інфляція
Монетарна інфляція — це стійке збільшення грошової маси в країні (або валютній зоні). Залежно від багатьох факторів, особливо суспільних очікувань, фундаментального стану та розвитку економіки, а також механізму передачі, це, ймовірно, призведе до інфляції цін, яку зазвичай просто називають «інфляцією», що є підвищенням загального рівня цін на товари та послуги. 
Серед економістів існує загальна згода, що між монетарною інфляцією та інфляцією цін існує причинно-наслідковий зв'язок. Але не існує єдиної думки щодо точних теоретичних механізмів і взаємозв'язків, а також щодо того, як точно виміряти цей зв'язок. Цей взаємозв'язок також постійно змінюється в рамках більшої складної економічної системи. Тому існує багато дискусій з приводу таких питань, як, наприклад, як виміряти монетарну базу та інфляцію цін, як виміряти вплив суспільних очікувань, як оцінити вплив фінансових інновацій на трансмісійні механізми та наскільки сильно такі фактори, як швидкість обігу грошей, впливають на цей взаємозв'язок. Таким чином, існують різні погляди на те, що може бути найкращими цілями та інструментами монетарної політики.
Однак існує загальний консенсус щодо важливості та відповідальності центральних банків і монетарних органів у формуванні суспільних очікувань щодо цінової інфляції та у спробах контролювати її.
- Кейнсіанські економісти вважають, що центральний банк може достатньою мірою оцінити детальні економічні змінні та обставини в реальному часі, щоб скоригувати монетарну політику з метою стабілізації валового внутрішнього продукту. Ці економісти надають перевагу монетарній політиці, яка намагається точно вирівняти підйоми і спади бізнес-циклів та економічні шоки.
- Послідовники монетаристської школи вважають, що монетарна політика в кейнсіанському стилі призводить до надмірних коливань, помилок часового лагу та інших небажаних ефектів, які зазвичай ще більше погіршують ситуацію. Вони сумніваються в здатності центрального банку аналізувати економічні проблеми в режимі реального часу і в його здатності впливати на економіку за допомогою правильного вибору часу і правильних заходів монетарної політики. Тому монетаристи виступають за менш інтрузивну і менш складну монетарну політику, зокрема, за постійний темп зростання грошової маси.
- Деякі послідовники Австрійської економічної школи розглядають монетарну інфляцію саме як «інфляцію» і виступають або за повернення до вільних ринків грошей, до вільного банкінгу, або за 100% золотий стандарт і скасування центральних банків для контролю над цією проблемою.

Наразі більшість центральних банків дотримуються монетаристського або кейнсіанського підходу, або частіше їх поєднання. Існує тенденція до використання центральними банками інфляційного таргетування.

## Кількісна теорія
Монетаристське пояснення інфляції ґрунтується на кількісній теорії грошей: 
𝑀𝑉 = 𝑃𝑇, 
де M — грошова маса, V — швидкість обігу, P — рівень цін, T — загальний обсяг операцій або випуск. Оскільки монетаристи припускають, що V і T визначаються в довгостроковій перспективі реальними змінними, такими як виробнича потужність економіки, існує прямий зв'язок між зростанням грошової маси та інфляцією.
Механізми, за допомогою яких надлишкові гроші можуть перетворитися на інфляцію, розглядаються нижче. Фізичні особи також можуть витрачати свої надлишкові грошові залишки безпосередньо на товари та послуги. Це має прямий вплив на інфляцію через збільшення сукупного попиту. Крім того, збільшення попиту на робочу силу внаслідок зростання попиту на товари та послуги призведе до зростання заробітної плати в грошах та вартості робочої сили на одиницю продукції. Чим більш нееластичною є сукупна пропозиція в економіці, тим більший вплив вона має на інфляцію.
Збільшення попиту на товари та послуги може спричинити зростання імпорту. Хоча цей витік з внутрішньої економіки зменшує пропозицію грошей, він також збільшує пропозицію грошей на міжнародних ринках, таким чином чинячи тиск на обмінний курс в бік його зниження. Це може спричинити імпортовану інфляцію.

## Сучасна монетарна теорія
Сучасна монетарна теорія, як і всі похідні від харталізму, підкреслює, що в країнах з монетарним суверенітетом країна завжди здатна погашати борги, деноміновані у власній валюті. Однак у сучасних монетарних системах пропозиція грошей значною мірою визначається ендогенно. Але екзогенні фактори, такі як профіцит і дефіцит державного бюджету, відіграють певну роль і дозволяють уряду встановлювати цільові показники інфляції. Проте прихильники цієї школи зазначають, що монетарна інфляція та інфляція цін відрізняються один від одного, і що за наявності незавантажених виробничих потужностей монетарна інфляція може спричинити зростання сукупного попиту, який може до певної міри компенсувати інфляцію цін.

## Погляди Австрійської школи
Австрійська школа вважає, що інфляція — це будь-яке збільшення грошової маси (тобто грошових одиниць або засобів обміну), яке не супроводжується збільшенням попиту на гроші, або, за висловом Людвіга фон Мізеса, збільшенням попиту на гроші:
У теоретичному дослідженні існує лише одне значення, яке можна раціонально вкласти у вираз «інфляція»: збільшення кількості грошей (у широкому розумінні цього терміну, що включає також фідуціарні носії), яке не компенсується відповідним збільшенням потреби в грошах (знову ж таки у широкому розумінні цього терміну), що призводить до падіння об'єктивної мінової вартості грошей.
З огляду на те, що зараз у всіх великих економіках є центральний банк, який підтримує приватну банківську систему, гроші можуть надходити в ці економіки за допомогою банківського кредиту (або боргу ). Австрійські економісти вважають, що зростання кредитування поширює ділові цикли (див. Австрійську теорію ділового циклу).